# Zurab Czcheidze
Zurab Czcheidze (gruz. ზურაბ ჩხეიძე, ur. 13 maja 1930, zm. w listopadzie 2007) – radziecki i gruziński polityk, przewodniczący Rady Ministrów Gruzińskiej SRR w 1989.
W latach 1949–1954 studiował w Gruzińskim Instytucie Politechnicznym im. Kirowa w Tbilisi, następnie był inżynierem w zakładach produkcji stali w Ukraińskiej SRR, od 1956 młodszy wykładowca w Instytucie Metalowym w Charkowie, 1958 wrócił na Zakaukazie i podjął pracę w zakładach metalurgicznych w Rustawi, m.in. jako zastępca głównego inżyniera. Od 1960 w KPZR, od grudnia 1970 I sekretarz Komitetu Miejskiego Komunistycznej Partii Gruzji w Rustawi, od grudnia 1972 minister łączności Gruzińskiej SRR, od grudnia 1975 sekretarz KC KPG. 1976 zaocznie ukończył Wyższą Szkołę Partyjną przy KC KPZR, od lipca 1982 zastępca przewodniczącego Rady Ministrów Gruzińskiej SRR - przewodniczący Państwowego Komitetu Planowania Gruzińskiej SRR, od maja 1986 I zastępca przewodniczącego Rady Ministrów Gruzińskiej SRR. Od 29 marca do 14 kwietnia 1989 premier Gruzińskiej SRR. Później zastępca przewodniczącego Państwowego Komitetu Planowania Gruzińskiej SRR.

## Odznaczenia
- Order Rewolucji Październikowej
- Order Czerwonego Sztandaru Pracy
- Order „Znak Honoru”